# Sorges et Ligueux en Périgord
Sorges et Ligueux en Périgord ist eine südwestfranzösische Gemeinde mit 1.639 Einwohnern (Stand 1. Januar 2022) im Zentrum des Départements Dordogne in der Region Nouvelle-Aquitaine. Sie besteht aus den beiden Hauptorten sowie mehreren Weilern (hameaux) und Einzelgehöften (fermes). Die Bewohner werden Sorgeais und Sorgeaises oder Liguriens und Liguriennes genannt.
Die Gemeinde entstand als Commune nouvelle mit Wirkung vom 1. Januar 2016 aus der Zusammenlegung der Gemeinden Ligueux und Sorges, die beide in der neuen Gemeinde den Status einer Commune déléguée innehaben.

## Gliederung
| Ortsteil                   | ehemaliger INSEE-Code | Fläche (km²) | Höhenlage (m) | Einwohnerzahl (2022) |
| -------------------------- | --------------------- | ------------ | ------------- | -------------------- |
| Ligueux                    | 24239                 | 06,66        | 133–212       | .0304                |
| Sorges (Verwaltungssitz)00 | 24540                 | 47,38        | 120–216       | 1.335                |

## Lage und Klima
Die Gemeinde liegt in der alten Kulturlandschaft des Périgord etwa 20 km (Fahrtstrecke) nordöstlich von Périgueux in Höhen von ca. 150 bis 170 m.
Die Nachbargemeinden sind:
- Saint-Front-d'Alemps im Nordwesten
- Négrondes im Norden
- Saint-Jory-las-Bloux im Nordosten
- Savignac-les-Églises im Osten und Südosten
- Sarliac-sur-l'Isle und Antonne-et-Trigonant im Süden
- Cornille im Südwesten
- Agonac im Westen

Das Klima ist gemäßigt bis warm; Regen (ca. 920 mm/Jahr) fällt übers Jahr verteilt.

## Bevölkerungsentwicklung
| Gemeinde                        | Einwohnerzahlen (Census) |      |      |      |      |      |      |      |      |      |      |
| Gemeinde                        | 1962                     | 1968 | 1975 | 1982 | 1990 | 1999 | 2006 | 2008 | 2011 | 2013 | 2016 |
| ------------------------------- | ------------------------ | ---- | ---- | ---- | ---- | ---- | ---- | ---- | ---- | ---- | ---- |
| Ligueux                         | 275                      | 266  | 211  | 219  | 223  | 204  | 251  | 263  | 271  | 282  | 294  |
| Sorges                          | 980                      | 892  | 876  | 911  | 1074 | 1123 | 1166 | 1265 | 1360 | 1305 | 1260 |
| Sorges et Ligueux en Périgord00 | 1255                     | 1158 | 1087 | 1130 | 1297 | 1327 | 1417 | 1528 | 1631 | 1587 | 1554 |
| Quelle: Cassini und INSEE       |                          |      |      |      |      |      |      |      |      |      |      |

Die (Gesamt-)Einwohnerzahlen der Gemeinde Sorges et Ligueux en Périgord wurden durch Addition der bis Ende 2015 selbständigen Gemeinden ermittelt.
Der kontinuierliche Bevölkerungsrückgang in den beiden ehemaligen Gemeinden im 20. Jahrhundert ist im Wesentlichen auf die Reblauskrise im Weinbau sowie auf die Mechanisierung der Landwirtschaft und die Schließung von bäuerlichen Kleinbetrieben zurückzuführen.

## Wirtschaft
Die Gemeinde ist immer noch in hohem Maße landwirtschaftlich geprägt, wobei der in früheren Zeiten bedeutsame Weinbau nur noch eine Nebenrolle spielt. In den größeren Orten haben sich Kleinhändler, Handwerker und Dienstleister niedergelassen. Sorges ist in Frankreich wegen den zahlreichen in der Umgebung gefundenen Trüffeln und seines Trüffelmuseums bekannt.

## Geschichte
Sorges lag am Pilgerweg (Via Lemovicensis) nach Santiago de Compostela; in Ligueux befand sich eine bedeutende mittelalterliche Abtei.

## Sehenswürdigkeiten
siehe Ortsartikel